# Abraxas ostrina
Abraxas ostrina är en fjärilsart som beskrevs av Swinhoe 1889. Abraxas ostrina ingår i släktet Abraxas och familjen mätare. Inga underarter finns listade i Catalogue of Life.